# Liste des animaux domestiques de Hongrie
Les races hongroises d'animaux domestiques sont souvent considérées comme des symboles nationaux en Hongrie. Les parcs nationaux locaux servent de banques de gènes pour assurer leur survie.

## Mammifères

### Élevage de bétail
- Bœuf gris de Hongrie à corne longue - traditionnellement élevés à l'air libre toute l'année[1],[2].

- Racka - une race de moutons aux cornes distinctives[3].
- Porc laineux - race de porcs, caractérisée par ses longs poils bouclés et sa viande relativement grasse, ce qui la rend idéale pour la fabrication de saucisses et de salami[4].
- Mouton Cikta[5]
- Nonius chevaux[6]

### Chiens
- Braque hongrois à poil court- un des plus vieux chiens de chasse du monde. Les ancêtres de ce chien sont arrivés dans Plaine de Pannonie avec les tribus nomades hongroises[7].
- Puli[8] - petit chien de berger hongrois
- Le Komondor hongrois - un très grand gardien de bétail et chien de berger, a été amené en Hongrie il y a mille ans par des Magyars nomades[9].
- Kuvasz Hongrois - grand chien de berger
- Pumi  hongrois - petit chien de berger
- Lévrier hongrois - déjà connu au VIIIe siècle, il est aussi vieux que le Vizsla.
- Chien courant de Transylvanie - un chien de chasse.
- Mudi - petit chien de berger[10]

## Oiseaux

### Pigeons domestiques
- Pigeons de vol[11]
  - Bleu d'Eger
  - Culbutant de Baja
  - Culbutant de Budapest
  - Culbutant de Budapest à bouclier blanc
  - Culbutant de Budapest pattu cigogne
  - Culbutant de Cegled
  - Culbutant de Csepel
  - Culbutant de Hódmezővásárhely à œillères
  - Culbutant de Kecskemet
  - Culbutant de Kiskunfélegyhàza
  - Culbutant de Kiskunfélegyhàza à tête lisse
  - Culbutant de Komorn
  - Culbutant de Körös
  - Culbutant de Monor
  - Culbutant de Sud-Batschka
  - Culbutant de Szekesfehervar
  - Culbutant de Szolnok
  - Haut-volant de Budapest
  - Haut-volant de Mako
  - Haut-volant de Szeged
  - Haut-volant hongrois cigogne foncé
  - Pie hongrois
  - Rouleur de Debrecen
  - Vanneau de Budapest

- Pigeon de forme
  - Géant hongrois[11]

- Pigeon de structure
  - Queue de Paon Hongrois[11]